# Coixí
Un coixí (ant. capçal) és un sac de tela, cuir, etc., rectangular, rodó, etc., cosit per tots costats, farcit de llana, ploma, crin, fibra de polièster, teixit sense teixir, escuma de niló o altra matèria filamentosa i elàstica o fins i tot paper esquinçat en fragments, per a recolzar-hi el cap, repenjar-hi l'esquena, els braços, posar sota els peus, etc.
Pot ser utilitzat per a asseure-s'hi, agenollar-s'hi o esmorteir la duresa o l'obliqüitat d'una cadira o d'un sofà. Els coixins i les flassades es poden utilitzar de temporàniament en l'exterior, per a evitar la duresa del sòl. Poden ser col·locats en gandule i ser utilitzats per a prevenir les molèsties de l'herba humida i dels insectes.

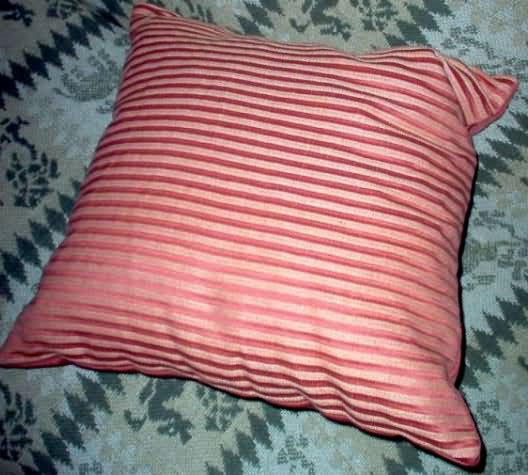
Coixí

El coixí pot ser ornamentat, de diferents colors, mides, textures, components i teixits. L'estoig del coixí és la coixinera o coberta.
La flocadura és la totalitat de flocs (fils o cordons) que pengen com a adorn de la vora d'un coixí.
Certs coixins es poden tancar amb cordons dits també corredors que es posen a una coixinera.

## Menes de coixins
- L'oreller, coixí per a reposar-hi el cap.
- El coixí llarg, coixí de llit, travesser, capçal (per extensió), coixí de capçalera o simplement capçalera (o capçaler a les Balears), ant. oreller és aquell que ocupa la capçalera del llit de banda a banda.
- El corró (coixí cilíndric que és tan llarg com és d'ample el llit).
- El quadrant o coixí quadrat.
- La llitotxa, coixí que supera tota l'amplària del llit.[3]
- El bocell, coixí de galta, galter, galtera o coixí d'estrada, coixí petit que es posa damunt els altres per a una més gran comoditat de qui hi jeu.[4]
- La coixineta, coixí petit que es posa sobre un sofà, una butaca o una cadira (a no confondre amb "coixinet", que no és un coixí).

## Història
El coixí és un article molt antic de mobiliari; els inventaris del contingut de palaus i de grans cases en l'alta Edat Mitjana n'esmenten constantment. Els coixins eren llavors sovint de gran talla, amb la coixinera de cuir, i prou ferms per a servir de seient. Nogensmenys, la tendència de tots els mobles ha estat d'empetitir-se amb el temps.
Van ser utilitzats de fet com a setis en tots els esdeveniments a Catalunya, França, Espanya, etc en un període molt més recent, i en temps de Saint-Simon trobem que en la cort espanyola encara eren vists com un substitut peculiar honorable d'una cadira. A França, el dret d'agenollar-se sobre un coixí a l'església darrere del rei fou gelosament guardat i absolutament regulat, com aprenem encara de Claude-Henri de Rouvroy. Aquest tipus de coixí s'anomenava carreau o 'quadrat'.
Abans, quan tot sovint els seients eren basts i durs, els coixins eren una necessitat; ara són un dels luxes de menor importància de la vida quotidiana.
Tot i que es desconeix l'origen exacte, l'ús de coixins va evolucionar en animals fins a la prehistòria, els primers exemples, inclosos els rèptils i els mamífers, que recolzaven el cap sobre si mateixos i entre ells, per recolzar el cap i el coll. Els animals, inclosos els humans, van desenvolupar l'ús d'objectes inanimats en els seus nius de fusta i pedra com a coixins. Des de la domesticació, molts animals també han après a fer ús de coixins i coixins de fabricació humana, així com a descansar sobre membres d'espècies pròpies i d'altres, amb aquest propòsit.
En algun moment fa entre 5 i 23 milions d'anys, els grans simis que vivien en arbres van començar a construir plataformes per dormir, inclosos coixins de fusta, per millorar el seu son. Segons estudis sobre ximpanzés que dormen de vuit a nou hores a la nit amb coixins de fusta de ferro específicament seleccionats, els coixins resistents van permetre als grans simis escapar de ser caçats pels depredadors nocturns i no caure dels arbres mentre dormien. És probable que això sigui necessari per l'evolució de grans cervells que consumeixen energia. Tot i que també pot haver provocat períodes més llargs de son REM, que al seu torn van augmentar la seva capacitat cognitiva.

### Mesopotàmia i l'antic Egipte

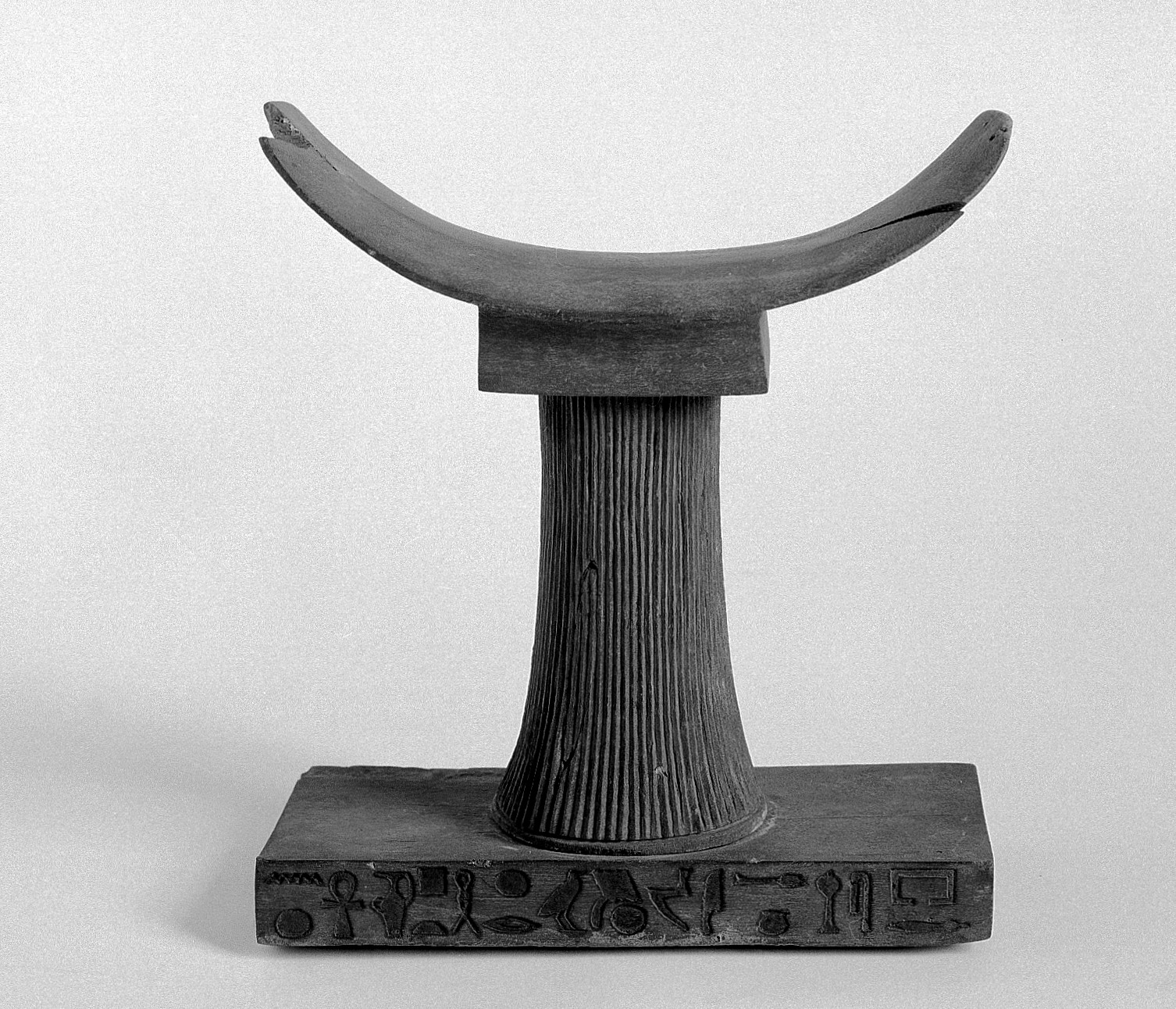
Un antic coixí de fusta egipci

El primer ús registrat del dispositiu humà modern es remunta a les civilitzacions de Mesopotàmia al voltant del 7.000 aC. Durant aquest temps, només els rics utilitzaven coixins. El nombre de coixins simbolitzava l'estat, de manera que quants més coixins posseïen més riquesa tenien. Des de fa molt de temps es produeixen coixins a tot el món per ajudar a resoldre el problema que es repeteix amb el coll, l'esquena i les espatlles mentre es dorm. A més per comoditat, el coixí també es feia servir per mantenir insectes i insectes fora del cabell, la boca, el nas i les orelles de les persones mentre dormia.
L'ús de coixins s'ha associat a les mòmies i tombes de l'antic Egipte durant la XI dinastia, que data del 2055-1985 aC Els coixins egipcis antics eren reposacaps de fusta o pedra. Aquests coixins s'utilitzaven majoritàriament col·locant-los sota els caps del difunt perquè es considerava que el cap d'un humà era l'essència de la vida i el sagrat.

### Europa antiga
Els romans i grecs de l'antiga Europa van dominar la creació d'un tipus més suau de coixí. Aquests coixins estaven farcits de canyes, plomes i palla per tal de fer-los més suaus i còmodes. Solament les persones de classe alta posseïen aquests coixins més tous; no obstant això, a totes les classes de persones se’ls permetia utilitzar algun tipus de coixí mentre dormia, estirat o assegut per tal de donar-los suport. La gent de l'antiga Europa va començar a utilitzar coixins quan anava a l'església per tal d'agenollar-se mentre resava i col·locar-hi llibres sagrats. Aquesta és una tradició que encara perdura en l'actualitat. A més, els romans i els grecs feien servir els seus coixins col·locant-los sota el cap dels difunts tal com feien els antics egipcis.

### Antiga Xina

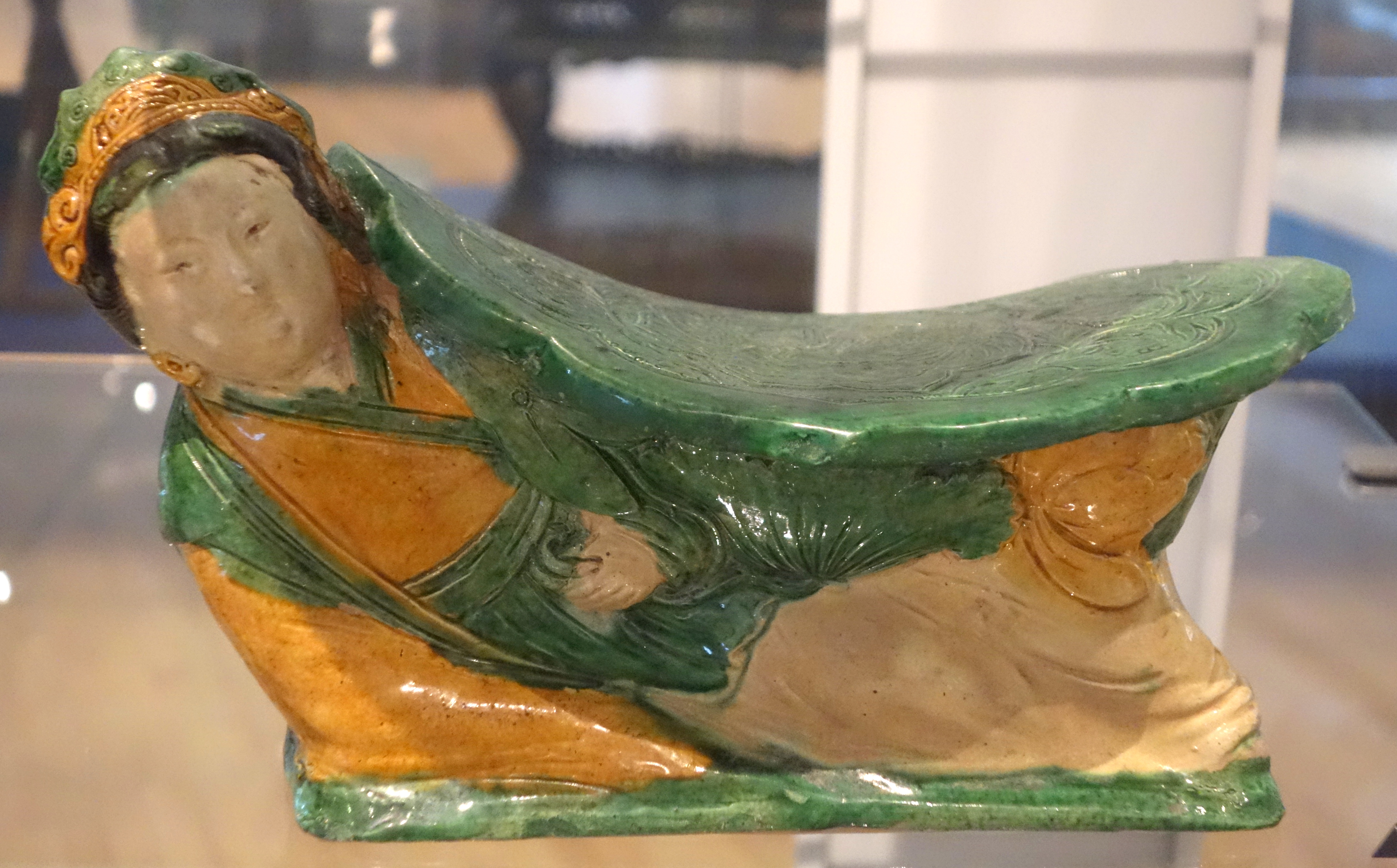
Un coixí de ceràmica de la dinastia Jīn (1115–1234)

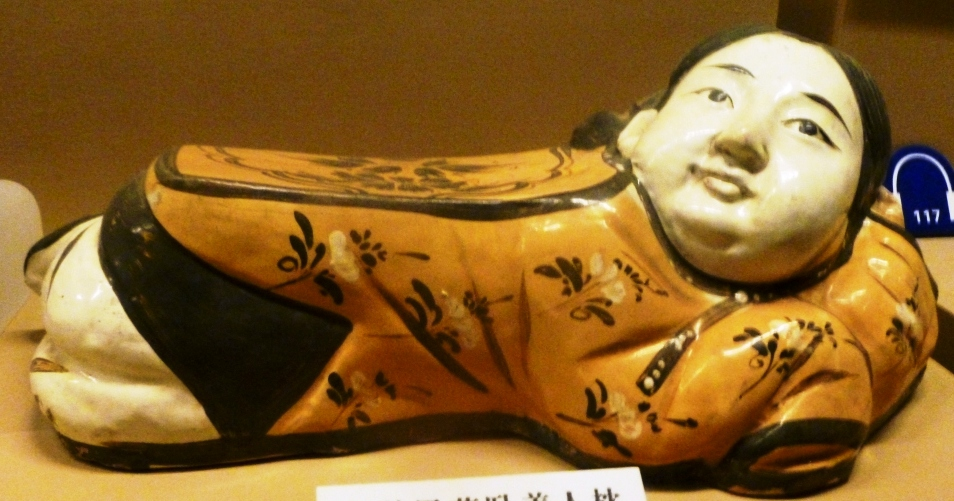
Coixí de porcellana. Comtat de Huangling, Xina. Període Jin (1115 - 1234 dC)

Els coixins xinesos eren tradicionalment sòlids, tot i que de vegades es cobrien amb un teixit més tou. En moltes dinasties xineses, els coixins es fabricaven amb una àmplia gamma de materials, inclosos bambú, jade, porcellana, fusta i bronze. Els coixins de ceràmica es van convertir en els més populars. L'ús del coixí de ceràmica va aparèixer per primera vegada a la dinastia Sui entre el 581 i el 618, mentre que la producció en massa va aparèixer a la dinastia Tang entre el 618 i el 907. Els xinesos van decorar els coixins fent-los diferents formes i pintant-hi quadres d'animals, humans i plantes. Un tipus de ceràmica comú que s'utilitzava era el de Cizhou. Els coixins ceràmics xinesos van assolir el seu punt àlgid en termes de producció i ús durant les dinasties Song, Jin i Yuan entre els segles x i xiv, però es van anar eliminant lentament durant les dinasties Ming i Qing entre el 1368 i el 1911 amb l'aparició de millors materials per fabricar coixins. .

## Construcció i peces

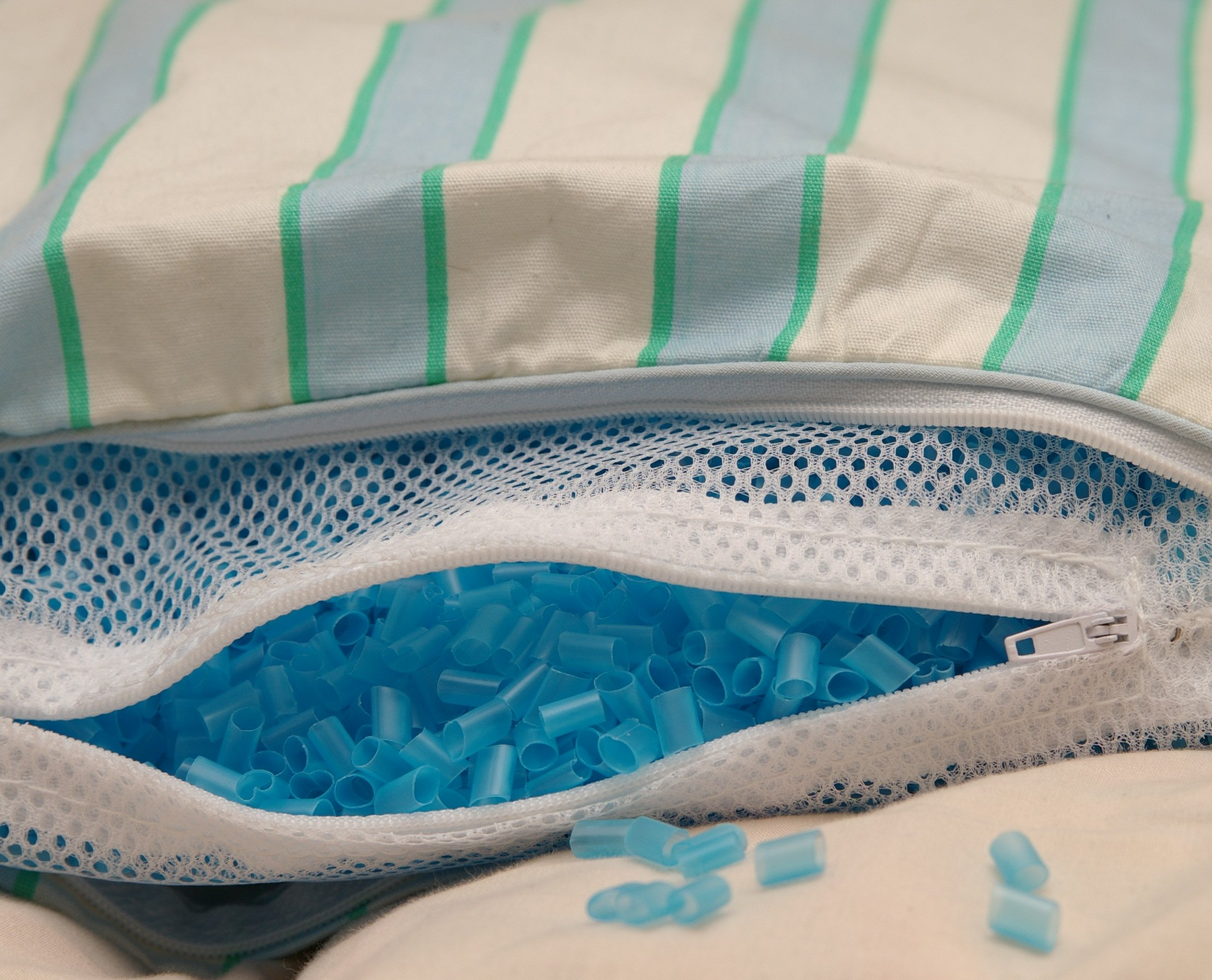
Un coixí japonès ple de tubs de plàstic en un sac de malla

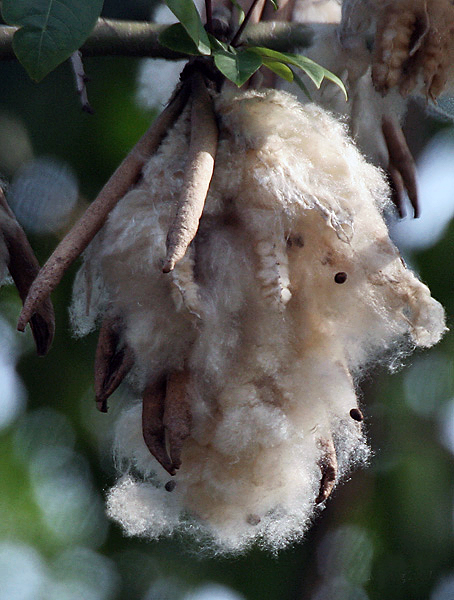
Ceiba pentandra, les fibres esponjoses i brillants de l'arbre del cotó de seda s'utilitzen com a farciment de coixins tradicionals a l'Índia

Els coixins consisteixen en un material de farciment tancat en una coberta de tela o una closca. Les fundes estan fetes de tela, com la seda, coneguda com a funda de coixí o coixí. Alguns coixins tenen una funda més elegant anomenada simulada que es tanca per tots els costats i sol tenir una escletxa a la part posterior per on es col·loca el coixí. Les fundes de coixí rectangulars de llit estàndard no solen tenir cremalleres, sinó que tenen un costat obert tot el temps. Sovint, sovint es col·loca un protector de coixí amb cremallera al voltant de coixins estàndard, amb la funda que al seu torn cobreix el protector.
Els farcits es trien en funció de la comoditat, la resistència, les propietats tèrmiques, el cost i també per raons mèdiques i ètiques. Les càrregues sintètiques més habituals són materials derivats de fibres de polímer, com el polièster i l'escuma de memòria. Els farciments sintètics en general són econòmics i, en el cas de l'escuma amb memòria, poden conservar la seva forma més temps. Des de l'antiguitat s'utilitzen farcits naturals. Els més comuns són les plomes, el plomall, la llana, el làtex, el cotó (sobretot a l'Índia) i el blat sarraí. També s'han utilitzat materials més exòtics, com ara palla, fusta o pedra. El plomí sol ser el farciment més tou i ofereix un bon aïllament, però és més car per la seva relativa escassetat. Se sap que el plom arrencat de les oques vives però ja hi ha certificacions lliures de crueltat per als productes pluvials. A l'Índia, els coixins tradicionals es fabriquen amb kapok, les fibres esponjoses i brillants dels arbres Ceiba pentandra i Bombax ceiba.
Actualment s'utilitzen tres tipus principals de farciment:
- Animal : plomes coixins s'omplen amb baix (plomes petites que contribueixen a l'aïllament tèrmic de les aus, sovint menys de 3 cm). Les plomes i plomes es recuperen com a subproductes naturals de la producció de carn procedent d'aviram i / o avicultura. L'arrencada es produeix principalment com a subproducte durant la matança .
- Sintètic : els anomenats coixins sintètics estan encoixinats amb materials sintètics, que poden diferir per naturalesa: es pot distingir entre aglomerats econòmics de material sintètic i escumes d'alta densitat, que permeten la formació de coixins ergonòmics .
- A base de plantes: els coixins plens de casc de fajol s'utilitzen tradicionalment en cultures orientals, més particularment al Japó i Corea del Sud. El casc de fajol, que és la membrana protectora de la llavor de fajol, es recupera després de desgranar la llavor de fajol. Des d'una perspectiva de desenvolupament sostenible, aquest encoixinat té l'avantatge de ser reciclat, renovable, sostenible i compostable. Les boles d' espelta (també d' espelta petita i einkorn) molt carregades de sílice es recomana per a certes patologies del coll. Als països on creixen kapok o formatges, és a dir, principalment a Àsia i una mica menys a l'Àfrica, utilitzem fibres de kapok que es despullen de les seves llavors. Són d'interès per la seva resistència a la podridura i la seva impermeabilitat.

Comencem a trobar algunes variants més modernes com:
- El coixí electrònic està format per tres capes de materials diferents i el sensor està integrat a la capa més profunda, que està feta de clorur de polivinil i proporciona un confort òptim.
- El coixí de làtex està encoixinat amb xips de làtex, que proporciona un coixí més econòmic però menys ferm, o format a partir d'un bloc de làtex, que és més car però molt més còmode. És important distingir entre làtex simple (anomenat làtex sintètic) i làtex natural .

Antigament, els coixins de vegades estaven farcits de draps vells .

## Vida útil, manteniment i gestió de residus
La vida normal d'un coixí és de dos a quatre anys. L'estat del coixí es pot determinar comprovant si hi ha grumolls o plegant-lo per veure si es manté en aquesta forma. Es recomana la substitució per motius sanitaris. Tots els tipus de fundes de coixins s'han de rentar periòdicament, ja que són la part que està en contacte amb el cos d'una persona. Els coixins acumulen pols i microbis entre el farciment, fins i tot quan es renten els coixins rentables. Els fabricants recomanen assecar-se durant quinze minuts cada setmana per refrescar-los i que la calor mori els àcars de la pols. Les organitzacions benèfiques de la majoria dels països no acceptaran coixins usats a causa de les normatives d'higiene. Tot i que alguns refugis d'animals accepten formes de roba de llit, la majoria rebutja la donació de coixins usats a causa de l'embolic que poden causar.
El reciclatge de coixins, com la majoria d'articles tèxtils i de roba de llit, és car i té un rendiment baix. Com a tals, pocs són reciclats i la majoria acaben als abocadors. El seu pes lleuger significa que constitueixen una proporció baixa de massa de residus domèstics. La majoria dels pocs coixins recollits per al reciclatge s'envien a l'Índia i al Pakistan i s'utilitzen com a roba de llit de baix cost o al sud-est asiàtic, combinada amb altres tèxtils per fabricar roba de llit barata.

## Higiene i manteniment
Es recomana als coixins sintètics rentats cada dos mesos o fins i tot hermètics i antibacterians als hospitals perquè després de dos anys d'ús, fins a un terç del volum d'un coixí pot estar format per pell morta, àcars, els seus excrements i els seus cadàvers  .
Els coixins i els reforços requereixen un manteniment regular per tal de preservar les seves qualitats de suport. Tot i així, la seva composició requereix tractaments diferents.
Els coixins de plomes s'han de rentar (30 o 40 graus) tret que siguin de mala qualitat (qualitat de les plomes i de la carcassa percal). De fet, la seva baixa densitat i la naturalesa aèria de les plomes provocaran ventilació. Es recomana aquest tipus de coixí en cas d'al·lèrgia als àcars de la pols, que no poden niar en una ploma encara en moviment. L'únic manteniment necessari per als coixins de plomes és rentar-los periòdicament, una o dues vegades a l'any; exposar-los al sol també és útil, tant per a l'efecte desinfectant dels raigs ultraviolats com per retornar-los la inflamació.
Els coixins sintètics es poden rentar, respectant escrupolosament les condicions esmentades a les etiquetes. De fet, la calor i els detergents poden alterar permanentment el farciment sintètic. La majoria de les vegades, un simple rentat en aigua neta, a una temperatura de 40 ° C, és suficient per netejar els coixins sintètics de les seves impureses o dels àcars que nien a les fibres (lligats per tant immòbils afavorint la concentració d'àcars) que retenen humitat corporal. Només cal sacsejar regularment els coixins amb aglomerats sintètics per homogeneïtzar la seva composició.
Els coixins del casc de fajol no s'han de rentar mai. L'aigua i la temperatura poden danyar els cascos de blat sarraí. Per rentar-lo, cal buidar-lo de cascs de fajol i rentar-ne la pell. Mentre es renta i es seca la pell, es recomana escampar els cascs de fajol sobre un drap gran i deixar-los assecar a la llum del dia durant tot un dia. La llum assecarà les closques i les desinfectarà. Dit això, el coixí del blat sarraí és hipoal·lergènic, antiàcar i antibacterià. De fet, conté un taní que repel·leix àcars i bacteris. A causa de la forma dels cascos de blat sarraí, l'aire circula fàcilment pels cascos, cosa que fa que el coixí sempre sigui fresc i sec i que impedeixi la propagació d'àcars,.

## Tipus
Un coixí està dissenyat per proporcionar suport i comoditat al cos i al cap. Hi ha tres tipus principals de coixins; coixins de llit, coixins ortopèdics i coixins decoratius, amb una certa superposició d'ús entre aquests. La mida adequada d'un coixí del llit depèn de la mida del llit. Hi ha disponibles coixins més grans que els estàndard per als llits queen-size i king size.
L'elecció del coixí del llit depèn en certa manera de les posicions per dormir: un fabricant recomana un coixí més prim i suau per dormir cara avall, un suport mitjà per dormir a l'esquena i un coixí més gruixut i ferm per dormir de costat.

### Llits
La forma clàssica del coixí del llit sol ser quadrada o rectangular. Als EUA, són freqüents en aquestes tres mides (en polzades): estàndard (20 × 26 polzades), Queen (20 × 30 polzades) i King (20 × 36 polzades). Als EUA, una mida menys comuna és Jumbo (20 × 28 polzades), que és més gran que la mida estàndard però més petita que la mida reina.

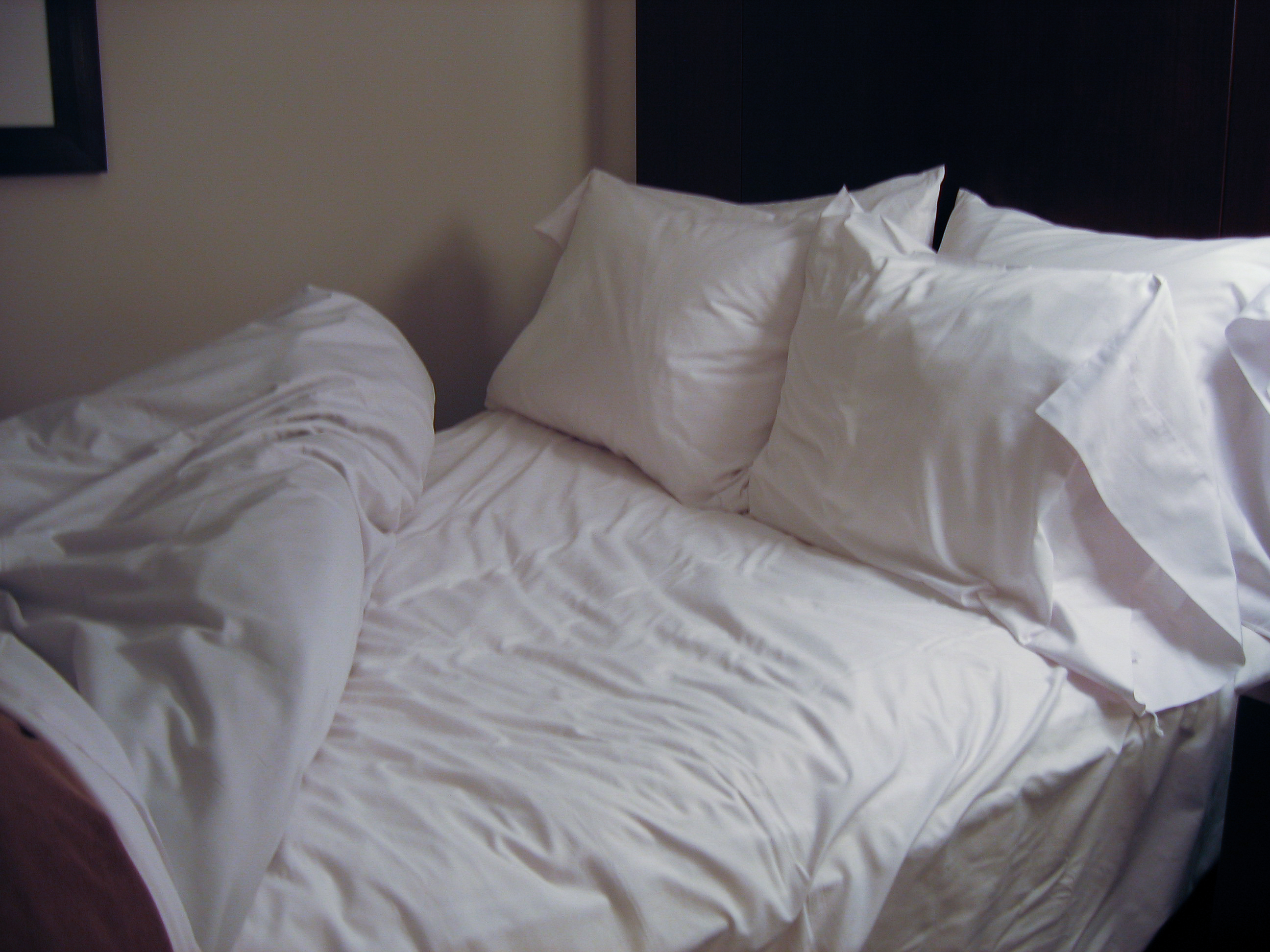
Diversos coixins sobre un llit

Els coixins generalment es cobreixen amb una funda de coixí extraïble, que facilita el blanqueig. A més del color i del material del qual estan fets, les fundes de coixí tenen tres característiques contrastades:
- Mida
- Característiques
- Obertura / tancament

La mida del coixí depèn de la funda la qual l'ha de contenir. Normalment es descriuen com:
Estàndard
16 × 16 in (41 × 41 cm) (quadrat)
Quadrat
26 × 26 in (66 × 66 cm)
Estàndard
20 × 26 in (51 × 66 cm)
Reina
20 × 30 in (51 × 76 cm)
rei
20 × 36 in (51 × 91 cm)

La principal característica distintiva és si la funda de coixí és llisa o amb un mantell al voltant de la vora. En el primer cas, això es descriu com a "estil simple" i en el segon com a "estil Oxford". 
"El Coixí Oxford ... té una franja de 5cm-10cm rodona pels quatre costats. Amb una decoració cosida o amb cordons al voltant de la vora interna del mantell. "
L'obertura / tancament de fundes de coixins va des del senzill "estil de bossa" habitual als Estats Units fins a l'estil de "mestressa de casa" més comú a Europa, amb una butxaca a l'extrem obert per contenir completament el coixí.
Altres mètodes de tancament són els llaços o els botons / les botoneres.
Els coixins corporals són tan llargs com un cos adult complet, proporcionant suport al cap i al coll a la part superior i als genolls i les cames més avall. Aquest tipus de coixí pot ser especialment útil per proporcionar suport a aquells que dormen de costat i a les dones embarassades. La mida és de 40 × 140 cm.

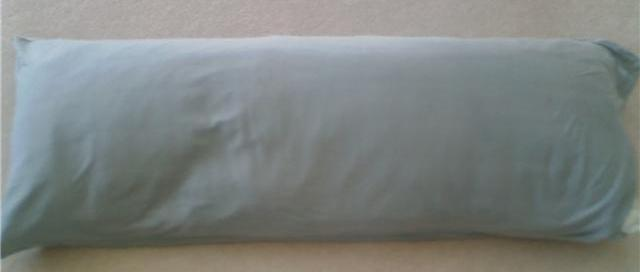
Un coixí corporal amb funda de coixí de color blau clar

#### Mides de coixins de llit
| Ubicació     | Classe      | Dimensió      |
| ------------ | ----------- | ------------- |
| Austràlia    | Estàndard   | 48 cm × 73 cm |
| Austràlia    | Europeu     | 65 cm × 65 cm |
| Europa       | Estàndard   | 65 cm × 65 cm |
| Europa       | Continental | 80 cm × 80 cm |
| Suècia       | Estàndard   | 50 cm × 60 cm |
| Noruega      | Estàndard   | 50 cm × 70 cm |
| Estats Units | Estàndard   | 51 cm × 66 cm |
| Estats Units | Jumbo       | 51 cm × 71 cm |
| Estats Units | Reina       | 51 cm × 76 cm |
| Estats Units | rei         | 51 cm × 91 cm |

### Ortopèdica

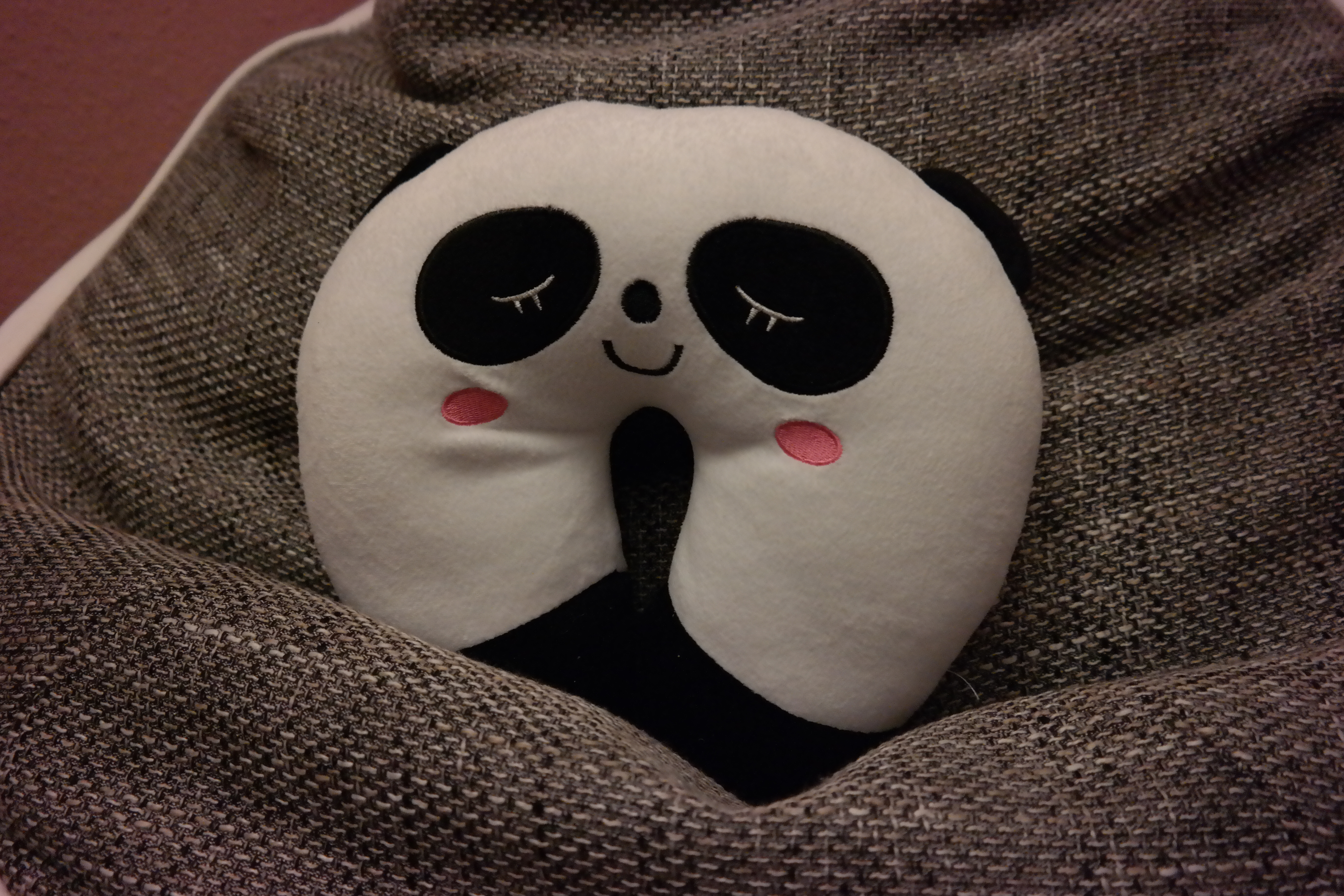
Coixí de viatge en forma de panda

Els coixins del coll donen suport al coll proporcionant una zona profunda perquè el cap descansi i una àrea de suport per mantenir el coll en alineació amb la columna vertebral mentre es dorm. Aquests també es poden conèixer com a coixins cervicals. Els coixins cervicals ajuden els pacients a mantenir un posicionament còmode després de mesures terapèutiques, ortopèdiques i quirúrgiques.
Els coixins de viatge proporcionen suport al coll en posició asseguda. La seva forma "U" s'adapta a la part posterior del coll i evita que el cap rellisqui en una posició incòmoda i possiblement nociva durant el son. No obstant això, els coixins en forma de U de vegades poden forçar el cap cap endavant, creant rigidesa al coll.
Els coixins de rosquilla són coixins ferms amb forma de tor, amb un espai al mig per alleujar la pressió sobre la zona del còccix mentre està assegut. Aquests coixins són utilitzats principalment per persones que han patit una lesió a la zona del còccix o que pateixen dolor per hemorroides o per una altra malaltia del còlon.
Els coixins lumbars estan dissenyats per suportar la corba interior de la part inferior de l'esquena, omplint l'espai creat entre la part inferior de l'esquena i la part posterior de la cadira quan es troba assegut. Aquests coixins s'utilitzen generalment per recolzar la part baixa de l'esquena mentre condueix o assegut, com en una cadira d'oficina. Els coixins ortopèdics són similars als coixins d'escuma de memòria.

### Decoratiu

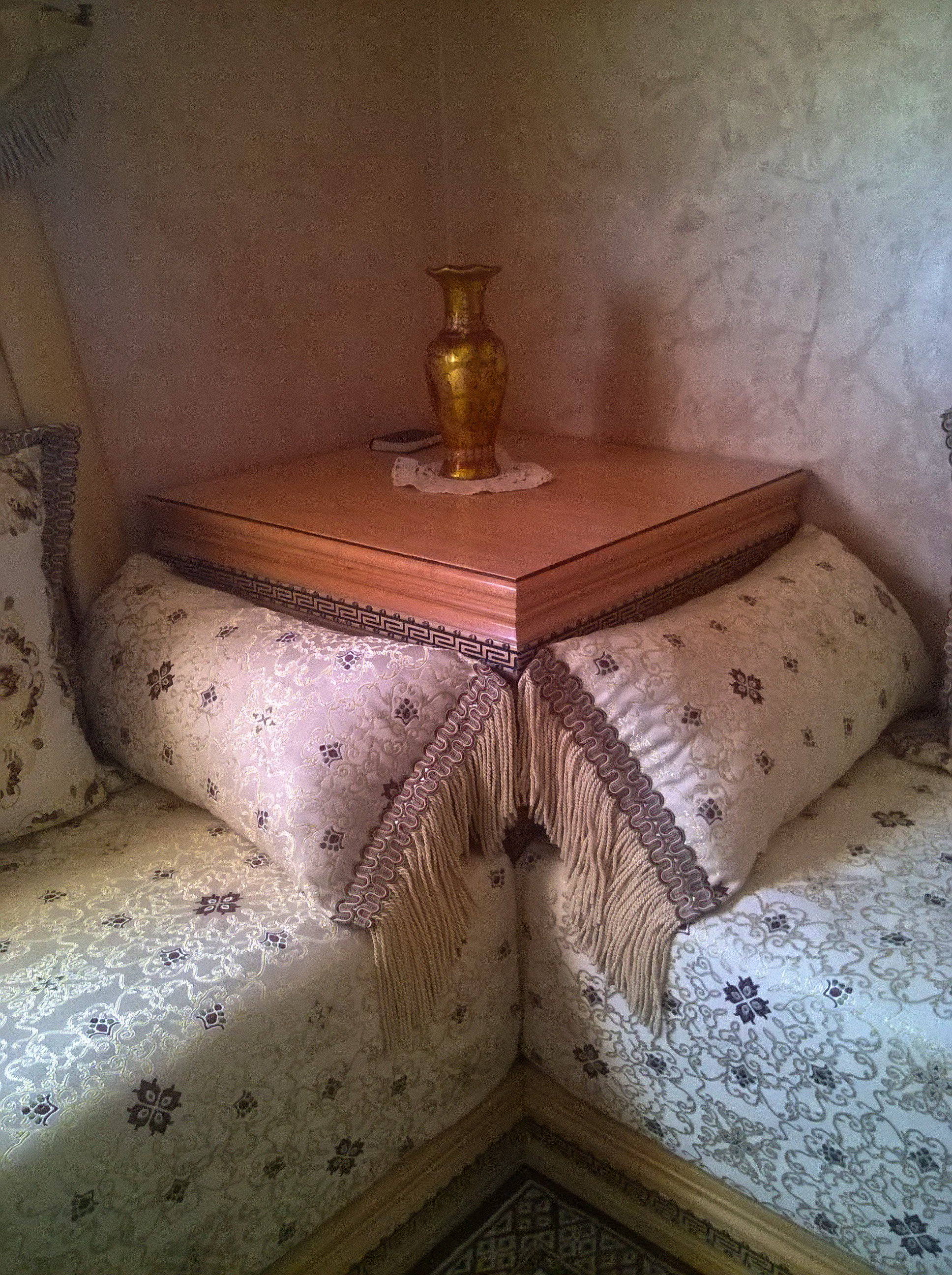
Coixins decorats amuntegats a la cantonada d'un sofà

Els coixins decoratius tenen un doble propòsit. Sovint tenen material de coberta elegant que serveix per decorar l'habitació on es troben. Atès que els teixits decoratius solen tenir 54 polzades d'ample, molts coixins decoratius acaben aproximadament 17x17 polzades. (54/3 = 18, menys quantitat de costura) Quan s'utilitza per decorar un llit completament compost, és probable que els coixins decoratius es llencin a l'hora d'anar a dormir, ja que no estan coberts amb una funda de coixí rentable, per tant, mentre es troben al llit, hi són principalment per a la decoració, per tant, pertanyen a aquesta categoria. Aquests coixins poden ser fets a mida i també per autònoms.
Els coixins decoratius també es troben en els mobles de les zones més públiques de la casa, com ara sofàs, cadires i seients de finestres. Aquí, el seu ús comú pot superposar-se tant a coixins ortopèdics com a llits. Per exemple, a menys que una persona tingui alguna condició mèdica particular, probablement utilitzarà un coixí decoratiu pràctic per al suport lumbar, segons sigui necessari, mentre estigui assegut al sofà. De la mateixa manera, per a migdiades ocasionals, els coixins decoratius són útils per suportar el cap o el coll, tot i que potser no estiguin coberts amb una funda de coixí, igual que els coixins de llit.
Hi ha cinc sinònims habituals de coixins decoratius que descriuen el seu ús a la llar. Els coixins "Accent" emfatitzen o accentuen alguna altra part de la decoració de la llar. Els termes "coixí del sofà" i "coixí del sofà" fan referència al lloc on probablement es troben aquests coixins decoratius. Els termes "tirar coixí" i " coixí " pot referir-se a la forma en què generalment arriben als seus llocs.
Els coixins de la novetat tenen forma d'objectes divertits (un plàtan, un ocell de tweety, una cama humana, una serra amb motos, un escabetx d'anet, un expresident) i estan destinats a il·luminar i afegir humor a una habitació o zona d'estar.
Els coixins amb solapa de tenda de campanya es col·loquen a la part frontal d'una pila de coixins que decoren un llit. Aquests coixins tenen una solapa de tela independent que s'adjunta a la part superior del coixí i es doblega sobre la cara. La solapa de la tenda es pot soltar o clavar cap avall; si la solapa està solta, s'utilitza normalment una borla o un cordó decoratiu per pesar la solapa de manera que quedi penjat correctament.
Els coixins de terra són un altre subconjunt de coixins decoratius. Aquests coixins solen acabar 26 × 26 polzades (la meitat de l'amplada del tèxtil, menys quantitat de costures)

### Coixí combinat
Un coixí combinat és un coixí destinat a aquells que dormen en una posició combinada i que volen utilitzar el coixí per abraçar-se o jugar.

## Cultura

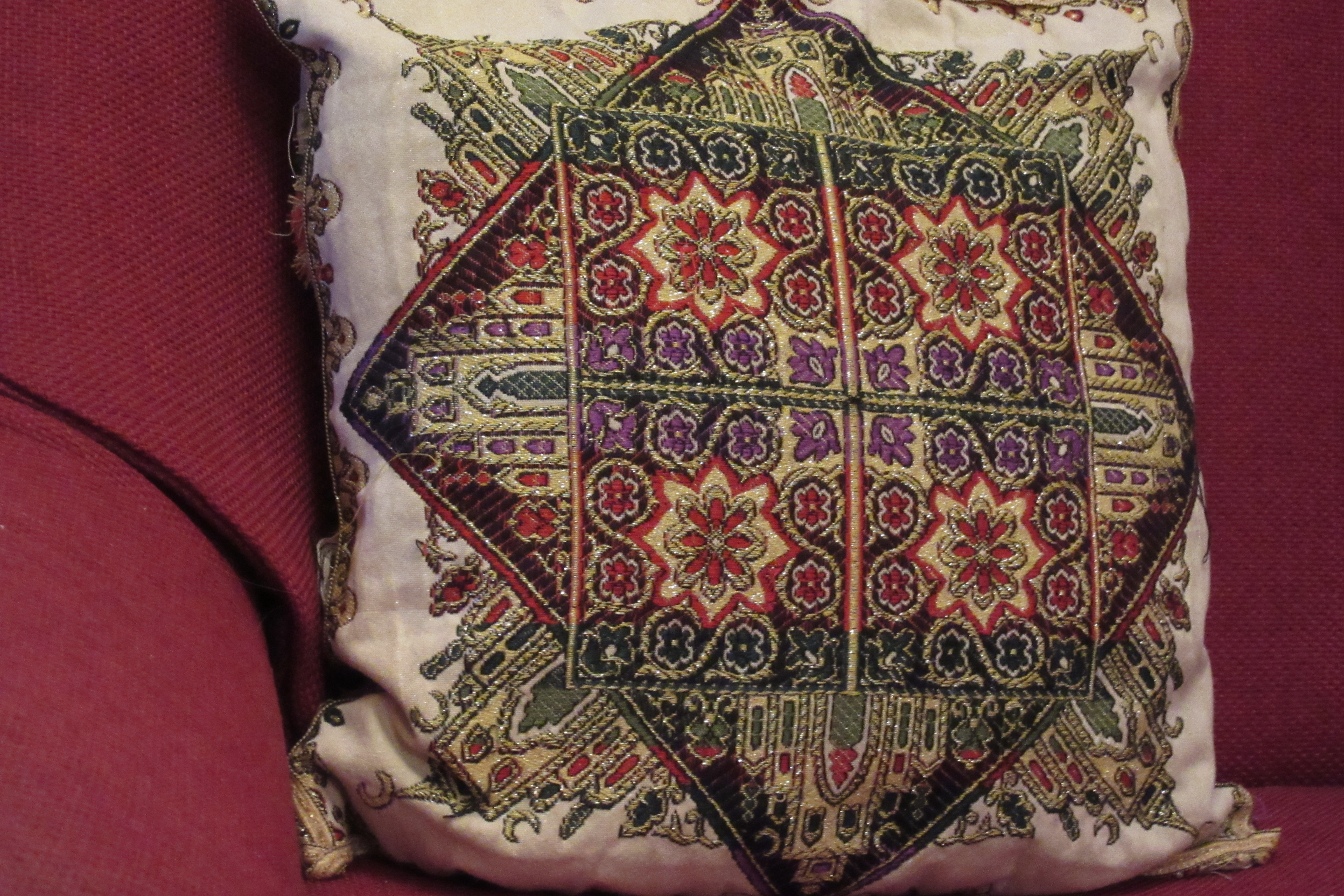
Un coixí turc brodat

En moltes parts del món, els coixins tenen una importància cultural i les referències s'han estès a una gran varietat d'altres usos, formes i activitats.

### Coixins de confort
En algunes cultures, els coixins tenen formes d'abraçar-se. Un exemple és el Dakimakura, una mena de "coixí d'abraçadest" originari del Japó que ha estat dotat de qualitats antropomòrfiques i zoomòrfiques i referències de la cultura pop per a un confort psicològic addicional. Altres tipus de coixins abraçats són més pràctics, com el coixí Guling, llarg abraçat procedent d'Indonèsia i l' Abrazador, un coixí llarg abraçat originari de les Filipines. Un coixí de marit (també conegut com a coixí de nuvi) és un coixí gran amb respatller alt amb dos "braços". S'utilitza per recolzar l'usuari dret mentre està al llit o al terra, com per llegir o mirar la televisió. A causa d'aquest ús comú, un coixí de marit també s'anomena coixí de lectura.

### Activitats

#### Guerra de coixins

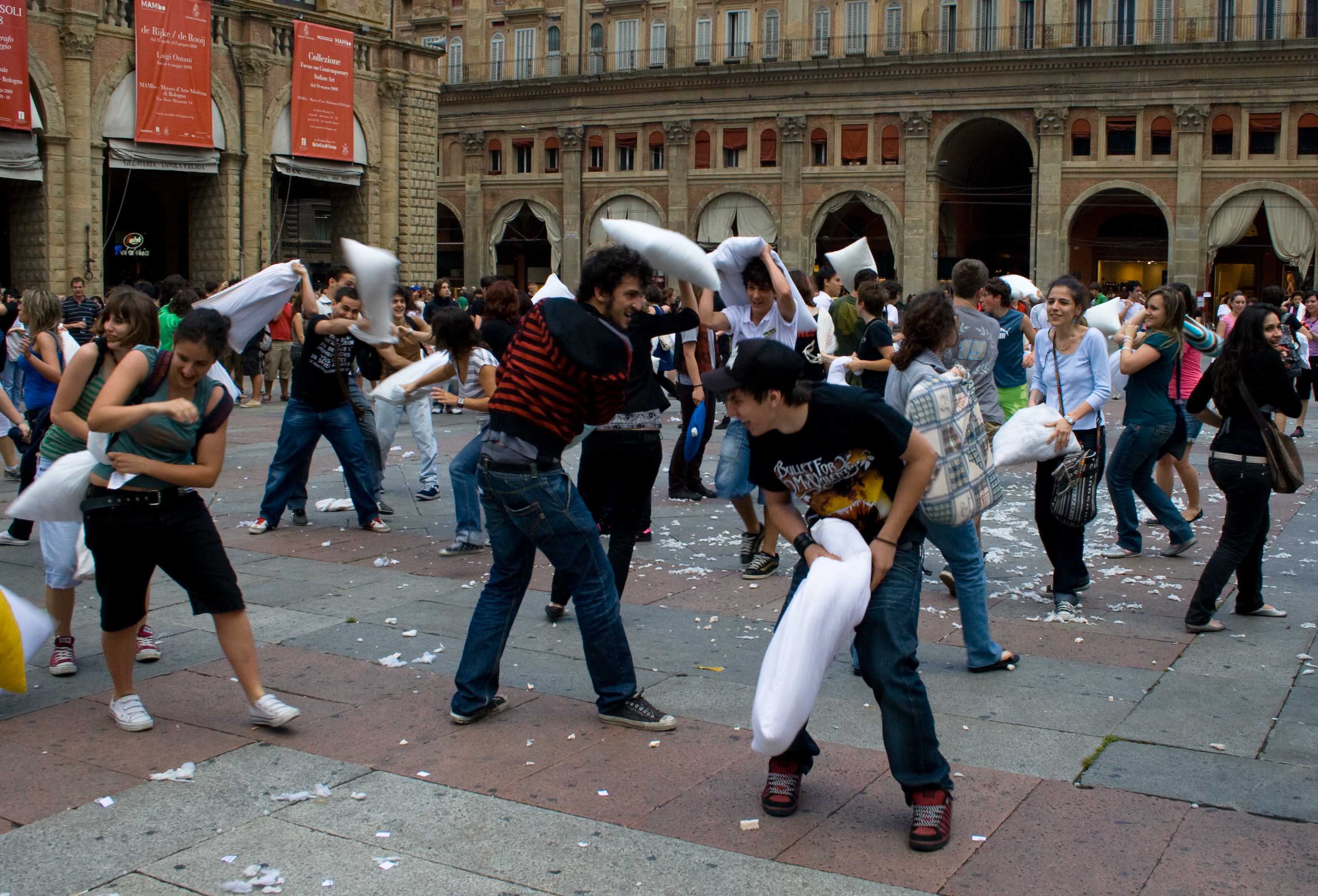
Gran lluita de coixins públics

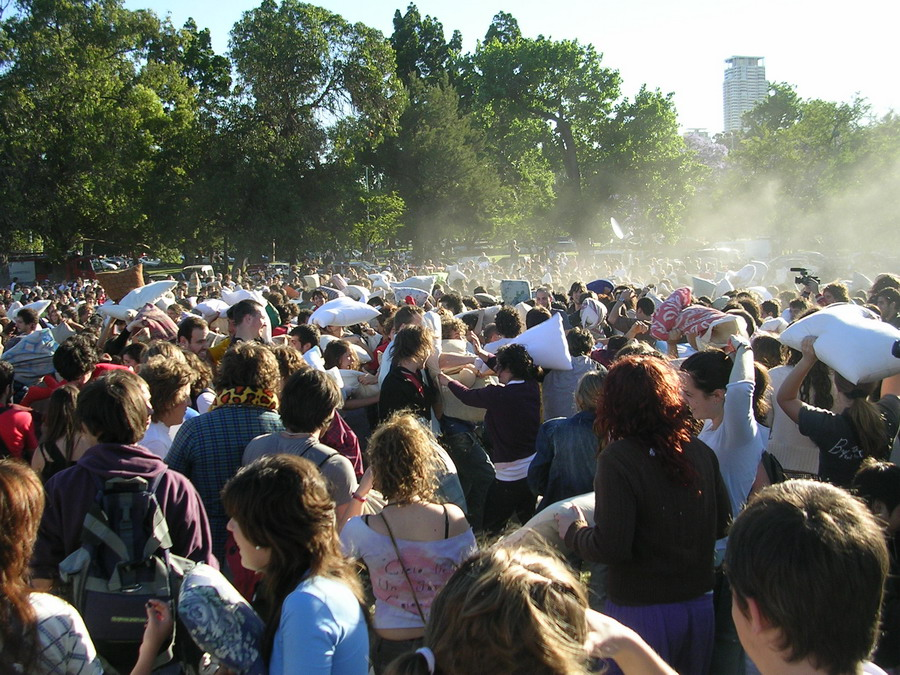
Guerra de coixins a Buenos Aires (Argentina)

Una guerra de coixins és un joc habitual que juguen principalment nens petits (però també adolescents i adults) en què participen en un simulacre de conflicte físic, utilitzant coixins com a armes.
Se sap que es produeixen baralles de coixins durant els somnis dels nens. Com que els coixins solen ser tous, poques vegades es produeixen lesions. La protecció d'un coixí pot desequilibrar un jove, sobretot en una superfície tova, com ara un llit, que és un lloc comú. En èpoques anteriors, els coixins sovint es trencaven i vessaven plomes per tota una habitació. Els coixins moderns solen ser més forts i sovint s'omplen amb un bloc sòlid d'ompliment artificial, de manera que el trencament es produeix amb molta menys freqüència.

### Coixins de roca xinesa
Coixins de roca xinesos van tenir un paper important a l'antiga Xina. Fets de jade, es creia que traduïen l'energia de la pedra al cervell humà. Originari de la dinastia Ming, es confiava en aquest tros de material per curar els mals de cap o la depressió, o simplement per millorar la intel·ligència dels que l'utilitzen. Era més comú entre els reials perquè era car i rar. Les famílies sovint casaven els fills segons la qualitat i la complexitat d'aquests coixins. Avui dia, els coixins de roca encara s'utilitzen habitualment durant els calorosos mesos d'estiu a la Xina.

### Coixins per a parts del cos
L'amortiment dissenyat per a parts específiques del cos de vegades s'anomena coixí. Un exemple són els coixins per als ulls dissenyats per reconfortar els ulls. Un altre exemple són els reposabraços per a canells, encara que no s'anomenen coixins.

### Coixins sexuals
Un coixí sexual és un coixí especialment dissenyat i ferm que s'utilitza per millorar les relacions sexuals. Tanmateix, es pot utilitzar un coixí ferm normal en lloc d'un coixí especial. Alguns contenen un nucli d'uretà d'alta densitat per equilibrar el suport ferm amb la suavitat. A més de les formes de coixí més habituals, hi ha coixins en forma de falca, en forma de rampa, en forma de prisma, etc. que es presten a diverses posicions sexuals, algunes de les quals poden ser difícils o incòmodes sense elles. Un ús molt comú d'un coixí sexual és col·locar-lo sota les natges o els malucs de la dona abans d'assumir la posició missionera ; això fa pivotar la pelvis i augmenta la profunditat de penetració.

### Menú de coixins
Un menú de coixins és una llista de coixins disponibles que proporciona un hotel als hostes, normalment de forma gratuïta. Permet als hostes prendre una opció alternativa de coixí. Algunes alternatives de coixins habituals són l'escuma de memòria, el casc de fajol i l'hipoal·lergènic. Alguns hotels ofereixen coixins per tractar afeccions específiques, com ara mals de cap o estrès.